# Marumba fortis
Marumba fortis är en fjärilsart som beskrevs av Jordan 1929. Marumba fortis ingår i släktet Marumba och familjen svärmare. Inga underarter finns listade i Catalogue of Life.

## Bildgalleri

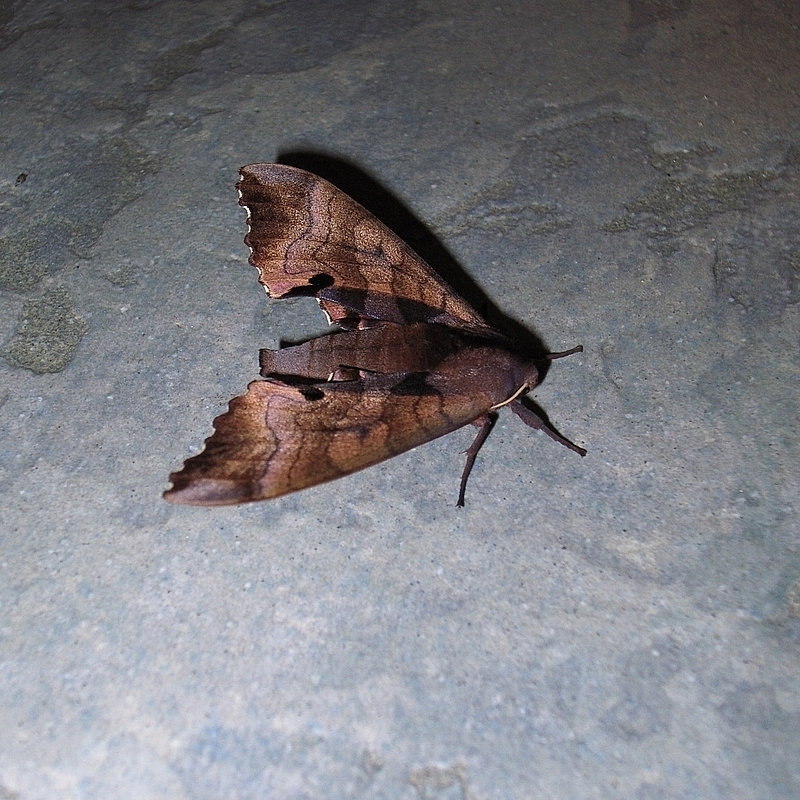